# Athetis grjebinei
Athetis grjebinei là một loài bướm đêm trong họ Noctuidae.